# Zhike
Zhike (kinesiska: 直克, 直克乡) är en socken i Kina. Den ligger i den autonoma regionen Tibet, i den sydvästra delen av landet, omkring 290 kilometer sydväst om regionhuvudstaden Lhasa. Antalet invånare är 1 226. Befolkningen består av 597 kvinnor och 629 män. Barn under 15 år utgör 27,0 %, vuxna 15-64 år 70 %, och äldre över 65 år 2,0 %.
Genomsnittlig årsnederbörd är 880 millimeter. Den regnigaste månaden är juli, med i genomsnitt 215 mm nederbörd, och den torraste är december, med 4 mm nederbörd.